# 에게 항공의 운항 노선
다음은 에게 항공의 운항 노선이다.

## 운항 노선

### 아시아

#### 서남아시아
- 레바논
  - 베이루트 - 베이루트 국제공항
- 사우디아라비아
  - 리야드 - 킹 칼리드 국제공항 계절편
  - 제다 - 킹 압둘아지즈 국제공항
- 요르단
  - 암만 - 퀸 알리아 국제공항
- 이란
  - 테헤란 - 테헤란 이맘 호메이니 국제공항
- 이스라엘
  - 텔아비브 - 벤구리온 국제공항
- 쿠웨이트
  - 쿠웨이트 시티 - 쿠웨이트 국제공항 계절편

#### 중앙아시아
- 아르메니아
  - 예레반 - 츠바르트노츠 국제공항
- 조지아
  - 트빌리시 - 트빌리시 국제공항

### 아프리카

#### 북아프리카
- 이집트
  - 카이로 - 카이로 국제공항
  - 알렉산드리아 - 보르그엘아랍 국제공항 계절편 - (올림픽 에어 운항)

### 유럽

#### 서유럽
- 영국
  - 런던 - 런던 히드로 국제공항
  - 런던 - 런던 개트윅 국제공항 계절편
  - 맨체스터 - 맨체스터 공항 계절편
  - 에든버러 - 에든버러 공항 계절편
- 프랑스
  - 파리 - 파리 샤를 드 골 국제공항
  - 리옹 - 생텍쥐페리 국제공항 계절편
  - 낭트 - 낭트 아틀란티크 공항 계절편
  - 니스 - 니스 코트다쥐르 공항 계절편
  - 도빌 - 도빌 노르망디 공항 계절편
  - 릴 - 릴 공항 계절편
  - 마르세유 - 마르세유 프로방스 공항 계절편
  - 메츠 - 메츠 공항 계절편
  - 뮐루즈 - 유로 에어포트
  - 보르도 - 보르도 메리냑 공항 계절편
  - 브레스트 - 브레스트 브르타뉴 공항 계절편
  - 스트라스부르 - 스트라스부르 공항 계절편
  - 툴루즈 - 툴루즈 블라냑 공항 계절편
- 독일
  - 베를린 - 베를린 테겔 국제공항
  - 뒤셀도르프 - 뒤셀도르프 국제공항
  - 뮌헨 - 뮌헨 국제공항
  - 프랑크푸르트 - 프랑크푸르트 국제공항
  - 뉘른베르크 - 뉘른베르크 공항 계절편
  - 슈투르가르트 - 슈투르가르트 공항
  - 프라이부르크 - 유로 에어포트
  - 하노버 - 하노버 공항 계절편
  - 함부르크 - 함부르크 공항
- 아일랜드
  - 더블린 - 더블린 국제공항 계절편
- 룩셈부르크
  - 룩셈부르크 시티 - 룩셈부르크 핀델 국제공항 계절편
- 벨기에
  - 브뤼셀 - 브뤼셀 국제공항

#### 중유럽
- 스위스
  - 제네바 - 제네바 국제공항
  - 취리히 - 취리히 국제공항
  - 바젤 - 유로 에어포트
- 오스트리아
  - 빈 - 빈 국제공항

#### 남유럽
- 그리스
  - 아테네 - 아테네 국제공항 허브
  - 로도스 - 로도스 국제공항 포커스 시티
  - 미키노스 - 미키노스 국제공항 계절편
  - 산토리니 - 산토리니 국제공항 계절편
  - 칼라마타 - 칼라마타 국제공항 포커스 시티
  - 코르푸 - 코르푸 국제공항
  - 테살로니키 - 테살로니키 국제공항
  - 헤라킬리온 - 헤라킬리온 국제공항 포커스 시티
- 북마케도니아
  - 스코페 - 스코페 국제공항 계절편 - (올림픽 에어 운항)
- 몬테네그로
  - 포드로리차 - 포드로리차 국제공항 계절편 - (올림픽 에어 운항)
- 몰타
  - 발레타 - 몰타 국제공항 - (올림픽 에어 운항)
- 세르비아
  - 베오그라드 - 베오그라드 니콜라 테슬라 국제공항
- 스페인
  - 마드리드 - 마드리드 바하라스 국제공항
  - 바르셀로나 - 바르셀로나 엘프라트 국제공항
  - 말라가 - 말라가 공항 - (2018년 6월 28일 신규취항)
- 알바니아
  - 티라니아 - 티라이나 국제공항 - (올림픽 에어와 공동 운항)
- 이탈리아
  - 로마 - 레오나르도 다 빈치 국제공항
  - 나폴리 - 나폴리 국제공항 계절편 - (올림픽 에어와 공동 운항)
  - 라메지아테르메 - 라메지아테르메 국제공항 - (올림픽 에어 운항)
  - 밀라노 - 밀라노 말펜사 국제공항
  - 바리 - 바리 카롤 보이티와 국제공항 계절편 - (올림픽 에어 운항)
  - 베니스 - 베니스 마르코 폴로 국제공항 계절편
  - 볼로냐 - 볼로냐 굴리엘모 마르코니 국제공항
  - 카타니아 - 카타니아 폰타나로사 국제공항 계절편 - (올림픽 에어 운항)
  - 팔레르모 - 팔레르모 팔코네 보르셀리노 국제공항 - (올림픽 에어 운항)
  - 피사 - 피사 국제공항 계절편
  - 베로나 - 베로나 빌라프란카 공항
  - 제노아 - 제노아 크리스포터 콜롬보 공항
  - 튜린 - 튜린 공항
- 키프로스
  - 라르나카 - 라르나카 국제공항
- 튀르키예
  - 이스탄불 - 아타튀르크 국제공항 - (올림픽 에어와 공동 운항)
  - 이즈미르 - 아드난 멘데레스 공항 - (올림픽 에어 운항)
- 포르투갈
  - 리스본 - 리스본 포르텔라 국제공항
  - 포르투 - 포르투 공항

#### 동유럽
- 러시아
  - 모스크바 - 도모데도보 국제공항
  - 상트페테르부르크 - 풀코보 국제공항 계절편
- 루마니아
  - 부쿠레슈티 - 헨리 코안더 국제공항
  - 클루즈나포카 - 클루즈나포카 국제공항
- 불가리아
  - 소피아 - 소피아 국제공항 - (올림픽 에어와 공동 운항)
- 에스토니아
  - 탈린 - 탈린 공항 계절편
- 우크라이나
  - 키예프 - 보리스필 국제공항 계절편
- 체코
  - 프라하 - 프라하 바츨라프 하벨 국제공항
- 크로아티아
  - 자그레브 - 자그레브 국제공항 - (올림픽 에어 운항)
  - 두브로브니크 - 두브로브니크 공항 계절편 - (올림픽 에어 운항)
  - 스플리트 - 스플리트 공항 계절편 - (올림픽 에어 운항)
  - 자다르 - 자다르 공항 - (올림픽 에어 운항)
- 폴란드
  - 바르샤바 - 바르샤바 프레드릭 쇼팽 국제공항
  - 크라우프 - 크라우프 발리체 국제공항 계절편
- 헝가리
  - 부다페스트 - 부다페스트 페리 헤지 국제공항

#### 북유럽
- 덴마크
  - 코펜하겐 - 코펜하겐 카스트럽 국제공항
- 스웨덴
  - 스톡홀름 - 스톡홀름 알란다 국제공항
- 핀란드
  - 헬싱키 - 헬싱키 반타 국제공항 계절편

## 단항 노선

### 아시아

#### 서남아시아
- 아랍에미리트
  - 아부다비 - 아부다비 국제공항

#### 중앙아시아
- 아제르바이잔
  - 바쿠 - 헤이다르 알리예프 국제공항

### 아프리카

#### 북아프리카
- 이집트
  - 샤름엘셰이크 - 샤름엘셰이크 국제공항

### 유럽

#### 서유럽
- 영국
  - 런던 - 런던 스탠스테드 공항
  - 버밍엄 - 버밍엄 공항
- 독일
  - 카셀 - 카셀 공항
  - 쾰른 - 쾰른 본 공항

#### 남유럽
- 스페인
  - 팔마데마요르카 - 팔마데마요르카 공항
- 슬로베니아
  - 류블랴나 - 류블랴나 요제 푸치니크 국제공항
- 이탈리아
  - 밀라노 - 밀라노 리나테 공항
- 키프로스
  - 파포스 - 파포스 국제공항

#### 동유럽
- 라트비아
  - 리가 - 리가 국제공항
- 러시아
  - 니즈니노브고로드 - 니즈니노브고로드 국제공항
  - 예카테린부르크 - 콜초보 국제공항
  - 페름 - 페름 국제공항
  - 로스토프나도누 - 로스토프나도누 공항
- 우크라이나
  - 키예프 - 줄랴니 국제공항
  - 마리우폴 - 마리우폴 국제공항

#### 북유럽
- 노르웨이
  - 오슬로 - 오슬로 가르데르모엔 국제공항
- 덴마크
  - 빌룬드 - 빌룬드 공항